# تپه شنین ۲
تپه شنین ۲ مربوط به دوران‌های تاریخی پس از اسلام است و در شهرستان تاکستان، بخش ضیاءآباد، روستای شنین واقع شده و این اثر در تاریخ ۳ بهمن ۱۳۷۹ با شمارهٔ ثبت ۲۹۹۶ به‌عنوان یکی از آثار ملی ایران به ثبت رسیده است.